# Croton atrorufus
Espèce
Croton atrorufus est une espèce de plantes à fleurs du genre Croton et de la famille des Euphorbiaceae, présente au Brésil (de Bahia à Goiás).
Il a pour synonyme :
- Oxydectes atrorufa, (Müll.Arg.) Kuntze